# Parakneria abbreviata
Parakneria abbreviata är en fiskart som först beskrevs av Pellegrin, 1931.  Parakneria abbreviata ingår i släktet Parakneria och familjen Kneriidae. IUCN kategoriserar arten globalt som livskraftig. Inga underarter finns listade i Catalogue of Life.